# 16 ventôse
16 pluviôse 16 germinal
Le sextidi 16 ventôse, officiellement dénommé jour de l'épinard, est le 166e jour de l'année du calendrier républicain.
C'était généralement le 6e jour du mois de mars dans le calendrier grégorien.